# Anne Nørdsti
Anne Nørdsti, född 19 juni 1977, är en norsk sångare. Hon slog igenom som soloartist 2004 med albumet Bygdeliv, efter att ha varit sångare i dansbandet Kolbus, som senast hördes i "Årets dansebandmelodi 2004" i norsk TV. Hon har också sjungit duett med Lasse Stefanz på en dansgala i Tromsø. Anne Nørdsti kommer från Alvdal i Østerdalen, men är bosatt i Ottestad utanför Hamar. Hon är även lärare på Hoberg skole i Ottestad.
Anne Nørdsti har lanserat flera album, debutalbumet Bygdeliv 2004, Bonderomantikk 2005 och Her vil jeg bo, 2006, alla på skivbolaget Tylden. Hon sjunger dansbandslåtar med influenser av country, och har betecknats som Norges nya "dansbandsdrottning". Musikaliskt brukar hon jämföras med svenska sångerskor som Kikki Danielsson och Lotta Engberg. 
Den 2 februari 2008 meddelades att hon vunnit Spellemannprisen 2007 i kategorin "dansorkester" för albumet Livli' på låven. 
2008 tilldelades hon även det norska dansbandspriset Gullskoen.

## Medlemmar
Anne Nørdstis band bestod 2007 av följande medlemmar:
- Henning Antonsen – gitarr
- Stein Tore Sønsteli – klaviatur
- Per Erik Pedersen – basgitarr
- Finn Andresen – trummor

2019 bestod bandet av:
- Bjørn Løvås – gitarr
- Stein Tore Sønsteli – klaviatur
- Harald Fjelldal – basgitarr
- Lars Westerfjell – trummor

## Diskografi
- 2004 – Bygdeliv
- 2005 – Bonderomantikk
- 2006 – Her vil jeg bo
- 2007 – Livli' på låven
- 2009 – Livet er nå
- 2011 – Så gøtt...
- 2011 – På kryss og tvers
- 2014 – Danser i måneskinn
- 2017 – Få'kke lokke meg

### Fotnoter
1. ↑  ”Dansbandsbloggen”. 18 december 2006. Arkiverad från originalet den 8 oktober 2011. https://web.archive.org/web/20111008193817/http://www.dansbandsbloggen.se/2005/03/countryhyllning-till-elvis-30-r-senare.html. Läst 22 april 2011.
2. ↑  ”Dansbandsbloggen”. 24 november 2007. Arkiverad från originalet den 18 augusti 2010. https://web.archive.org/web/20100818100945/http://www.dansbandsbloggen.se/2007/11/s-hr-ser-anne-nordstis-nya-platta-ut.html. Läst 22 april 2011.
3. ↑  ”Dansbandsbloggen”. 9 februari 2008. Arkiverad från originalet den 13 augusti 2010. https://web.archive.org/web/20100813075620/http://www.dansbandsbloggen.se/2008/02/anne-nordsti-tog-norska-grammisen.html. Läst 22 april 2011.
4. ↑  ”For swingende”. 7 december 2008. Arkiverad från originalet den 9 januari 2009. https://web.archive.org/web/20090109082902/http://www.forswingende.com/?id=07122008100050. Läst 22 april 2011.